# Тіна Кук
Тіна Кук  (англ. Tina Cook, 31 серпня 1970) — британська вершниця, олімпійська медалістка.

## Виступи на Олімпіадах
| Олімпіада   | Дисципліна           | Місце |
| ----------- | -------------------- | ----- |
| Пекін 2008  | триборство, особисті | 3     |
| Пекін 2008  | триборство, командні | 3     |
| Лондон 2012 | триборство, особисті | 6     |
| Лондон 2012 | триборство, командні | 2     |